# Casillas de Ranera
Casillas de Ranera es una pedanía del municipio español de Talayuelas, pertenece a la comunidad autónoma de Castilla-La Mancha y está situado en la provincia de Cuenca. Se encuentra justo en el límite con la comunidad valenciana. Tiene una población de 258 habitantes (2011).

## Situación
Se encuentra al sur del pueblo de Talayuelas. Es contigua a Sinarcas, (en la provincia de Valencia) y a Aliaguilla (en la provincia de Cuenca).
Bordea la localidad la carretera nacional N-330.

## Evolución demográfica
| 2000 | 2001 | 2002 | 2003 | 2004 | 2005 | 2006 | 2007 | 2008 | 2009 | 2010 | 2011 |
| 279  | 274  | 277  | 280  | 274  | 271  | 270  | 271  | 270  | 259  | 264  | 258  |

- Datos: Q5756189
- Multimedia: Casillas de Ranera / Q5756189